# Toma de Guam
La toma de Guam o toma de Guaján fue el acto que terminó con el dominio colonial español sobre la isla de Guam y por ende en Oceanía. Este fue también uno de los episodios menos sangrientos entre Estados Unidos y España durante la guerra Hispano-Estadounidense, ya que se tomó la isla sin resistencia alguna.

## Preludio
La isla de Guaján, bajo control español desde que Miguel López de Legazpi tomara posesión, en nombre del Rey de España, de la misma e islas adyacentes el 22 de enero de 1565, era para finales del siglo XIX una posesión olvidada con un reducido destacamento de hombres protegiéndola. El último mensaje que las autoridades españolas de Guaján recibieron de la metrópoli fue el 14 de abril de 1898, un mes antes del conflicto hispano-estadounidense, en el cual se manifestaba la posibilidad de un acercamiento diplomático que evitara un conflicto armado. Henry Glass, capitán del crucero USS Charleston, estaba dirigiéndose a Manila cuando recibió órdenes de tomar Guam.

## Captura
Glass decidió entonces poner a prueba a su inexperta tropa. El 20 de junio, Glass consiguió llegar a las playas de Guaján. El USS Charleston disparó sobre la isla con tres de sus cañones. La andanada pareció no surtir efecto, hasta tal punto que el mando de la isla supuso que se trataba de salvas de cortesía. Las autoridades imperiales españolas enviaron una barca en la que transportaba a una representación española formada por el oficial al mando del puerto, un médico y el hijo del comerciante más influyente de la isla, el señor Portuach, el cual hizo de intérprete.
El oficial ibérico subió al crucero estadounidense y se disculpó por no haber respondido a sus salvas de saludo, debido a que los cañones de los fortines del puerto (dado que hacía más de un siglo que no se usaban) estaban muy erosionados por el salitre marino y nadie quería dispararlos por miedo a que reventasen. Glass le informó al oficial que había estallado la guerra entre España y EE. UU. y que a partir de ese momento pasaba a ser prisionero de guerra. Después de esto, Glass liberó al español y lo envió de vuelta a la isla con el mensaje de rendirla.
El oficial español se negó a acatar la orden porque las leyes españolas impedían obedecer a un oficial extranjero. Glass le notificó que mandaría a un oficial a las 9 de la mañana del día siguiente para establecer los términos de la rendición. Al día siguiente, a las 9 y media de la mañana el oficial del Charleston se encontraba en la playa, por el que conminaba a la rendición de la isla en el plazo de 30 minutos.
Debido a la inferioridad numérica de la guarnición española, escasez de cartuchos, sin fortificaciones en la isla, y sin posibilidad de ayuda, pasado el plazo de 30 minutos el gobernador de la isla, el general Juan Marina rendía la isla haciendo constar lo siguiente:

Sin defensas de ninguna clase, ni elementos que oponer con probabilidad de éxito a los que usted trae, me veo en la triste decisión de rendirme, bien que protestando por el acto de fuerza que conmigo se verifica y la forma en que se ha hecho, pues no tengo noticia de mi Gobierno de haberse declarado la guerra entre nuestras dos naciones.
Juan Marina, General del destacamento en Guaján, 1898

A las 4 de la tarde los infantes de marina del Charleston desarmaron a las tropas españolas y a los chamorros sin incidentes. Los españoles fueron llevados a bordo del transporte Ciudad De Sídney.

## Rendición
En el mismo día, la guarnición española y el gobernador Marina marcharon al crucero Charleston. Las órdenes por parte de los estadounidenses fueron ondear la bandera estadounidense sobre las fortificaciones y destruir estas. Sin embargo, cuando Glass vio el grado de deterioro de las mismas, decidió respetarlas.

## Después de la toma
Con Guam como la primera posesión de EE. UU. en el océano Pacífico, Glass continuó su camino a Manila. Las Filipinas, la Isla Wake y Hawái se convirtieron en posiciones estadounidenses al acabar el conflicto. Guam ha permanecido desde entonces bajo dominio estadounidense, exceptuando la toma por Japón en la Segunda Guerra Mundial.